# Кирил Кръстев (журналист)
Вижте пояснителната страница за други личности с името Кирил Кръстев.
Кирил Стоянов Кръстев е български журналист и деен участник в борбата за освобождението на Добруджа.

## Биография
Роден в Силистра през 1889 г. Завършва Педагогическото училище в родния си град. Първите му публикации излизат в столичния вестник „Камбана“ на Кръстю Станчев. През 1914 г. е щатен сътрудник на вестник „Камбана“ и вестник „Балканска поща“, както и кореспондент на двата вестника в Букурещ. Редактирал е вестниците „Ратник“ и „Русенска поща“. Редовен сътрудник във вестник „Зора“ на Данаил Крапчев.
На 7 май 1925 г. започва да редактира следобедното издание „Дунавска трибуна“ в Русе. Главен редактор на вестник „Русенска поща“ до 9 септември 1944 г. Създава и редактира всички материали, които излизат в пресата, свързана с Южна Добруджа. Публикува редица материали за многобройните набези и издевателства на румънците над българските села в Добруджа. Генералната Дирекция на полицията в Букурещ издава забрана за пребиваването му на територията на Румъния поради връзките му с ВДРО. Жена му Лалка Кръстева е председател на Женското добруджанско дружество в Русе.
За заслуги към Родината през 1943 е предложен за отпускане на народна пенсия и орден.
Политическата промяна в страната на 9 септември 1944 г. се оказва фатална за Кирил Кръстев. Безследно изчезва през септември 1944 г., а по-късно е осъден на смърт от втори състав на т. нар. Народен съд в Русе с обвинение, че „с материалите, които е редактирал, и други е давал място във вестника на разни статии и пр., които са допринасяли дейно и съществено за извършване и провеждане на противокомунистическа политика...“